# گوردون (کالیفرنیا)
گوردون (به انگلیسی: Gordon) یک منطقهٔ مسکونی در ایالات متحده آمریکا است که در شهرستان فرسنو، کالیفرنیا واقع شده‌است. گوردون ۱۲۰ متر بالاتر از سطح دریا واقع شده‌است.